# Frank Pé
Frank Pé (Elsene, 15 juli 1956) is een Belgisch stripauteur.
Hij volgde les aan de hogeschool Sint-Lucas in Brussel. Met Terence (pseudoniem van Thierry Martens) maakte hij in 1976 de strip Vincent Morres: achter tralies, waarvan maar één deel verscheen. Hij tekende korte, humoristische strips voor het weekblad Robbedoes tussen 1981 en 1986 (L'élan), die later werden verzameld in een album (L'élan n'aura jamais d'album, 1984). In 1978 creëerde hij de figuur van Ragebol voor een rubriek in Robbedoes over de natuur. Met scenarist Bom maakte Frank Pé van deze figuur een strippersonage. In 1984 verscheen het eerste album, De droom van de walvis. Ragebol combineert dierentekeningen met tederheid en poëzie, in een semi-realistische tekenstijl. Er verschenen nog drie albums tussen 1987 en 1989. En in 2003 verscheen een vijfde album, Een faun op je schouder, dat Frank Pé solo maakte. Na de ontmoeting met scenarist Philippe Bonifay ontstond de reeks Zoo, een meer realistisch getekende strip met aandacht voor de psychologische ontwikkeling van de personages. De strip werd gepubliceerd in de collectie Vrije Vlucht van uitgever Dupuis. Een eerste album verscheen in 1994 en het derde deel pas in 2007. In 2017 tekende hij een avontuur van Robbedoes, op scenario van Zidrou.
Naast stripauteur is Frank Pé ook actief als beeldhouwer en illustrator. Hij werkte ook als animator voor tekenfilms.
- Biblioteca Nacional de España: XX1049359
- Bibliothèque nationale de France: cb12158787d (data)
- Catàleg d'autoritats de noms i títols de Catalunya: 981058509135206706
- Gemeinsame Normdatei: 123524644
- International Standard Name Identifier: 0000 0000 7970 0667
- Nationale Bibliotheek van Tsjechië: xx0212131
- Nederlandse Thesaurus van Auteursnamen: 071398678
- RKD-Nederlands Instituut voor Kunstgeschiedenis: 123881
- SNAC: w6qw3z3c
- Système universitaire de documentation: 030105374
- Virtual International Authority File: 7429073
- WorldCat: E39PBJwRVbXQMDX3bwBVXQTvHC